# Nowodwórka
Nowodwórka (biał. Навадворкі; ros. Новодворки, hist. również Nowodworki) – wieś na Białorusi, w rejonie kleckim obwodu mińskiego, około 6 km na północny zachód od Klecka.
Wieś szlachecka położona była w końcu XVIII wieku w powiecie nowogródzkim województwa nowogródzkiego.

## Historia
Pierwsza znana dziś wzmianka o Nowodwórce pochodzi z 1432 roku. Przez wiele pokoleń przed 1939 rokiem była to własność rodziny Obuchowiczów herbu Jasieńczyk III. Ostatnim właścicielem majątku był Tadeusz Obuchowicz.
Po II rozbiorze Polski w 1793 roku Nowodwórka, wcześniej należąca do województwa nowogródzkiego Rzeczypospolitej, znalazła się na terenie powiatu słuckiego (ujezdu) guberni mińskiej Imperium Rosyjskiego. Po ustabilizowaniu się granicy polsko-radzieckiej w 1921 roku Nowodwórka wróciła do Polski, znalazła się w gminie Kleck w powiecie nieświeskim województwa nowogródzkiego, od 1945 roku – w ZSRR, od 1991 roku – na terenie Republiki Białorusi.
We wsi w 1808 roku wzniesiono cerkiew pw. Przemienienia Pańskiego. Nie wiadomo, kiedy została zburzona.
W 2009 roku w Nowodwórce mieszkało 109 osób.

## Dwór

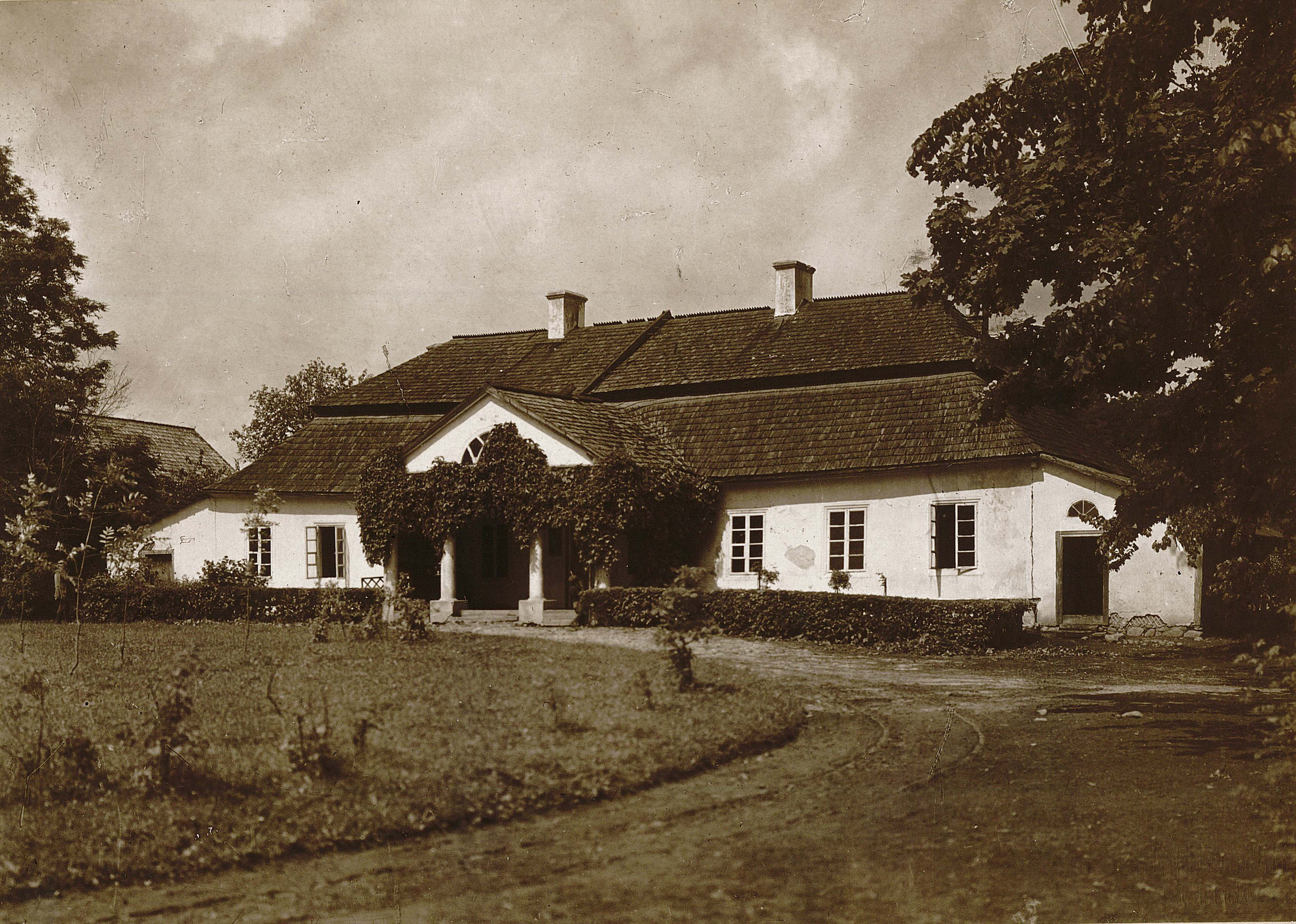
Dwór w 1925 roku

Do 1939 roku stał w Nowodwórce stary, drewniany, parterowy dwór z drugiej połowy XVIII wieku. Był to budynek wzniesiony na planie prostokąta, dziewięcioosiowy, kryty wysokim, łamanym, czterospadowym dachem gontowym. Dach był prawie dwukrotnie wyższy niż parter. Główne wejście stanowił portyk, którego trójkątny szczyt z półokrągłym oknem był wsparty na czterech filarach. W XIX wieku dobudowano po bokach domu sienie przykryte jednospadowymi dachami. Od strony ogrodowej w centralnej części elewacji był taras, na który wychodziły trzy pary oszklonych drzwi z dużego salonu.
Przed domem znajdował się rozległy gazon. Dwór był otoczony starym parkiem z wieloma wiekowymi drzewami, głównie szpilkowymi.
Majątek w Nowodwórce został opisany w 2. tomie Dziejów rezydencji na dawnych kresach Rzeczypospolitej Romana Aftanazego.